# Kristopher Higgins
Kristopher Higgins (Spokane (Washington), 16 marzo 1987) è un attore statunitense.
Ha iniziato la sua carriera nel 2003, prendendo parte soprattutto in film drammatici. Tra questi vi è stato Devil's Knot - Fino a prova contraria del 2013. Ha anche recitato in diversi cortometraggi.